# Maratelli
 (février 2014).
Si vous disposez d'ouvrages ou d'articles de référence ou si vous connaissez des sites web de qualité traitant du thème abordé ici, merci de compléter l'article en donnant les références utiles à sa vérifiabilité et en les liant à la section « Notes et références ».

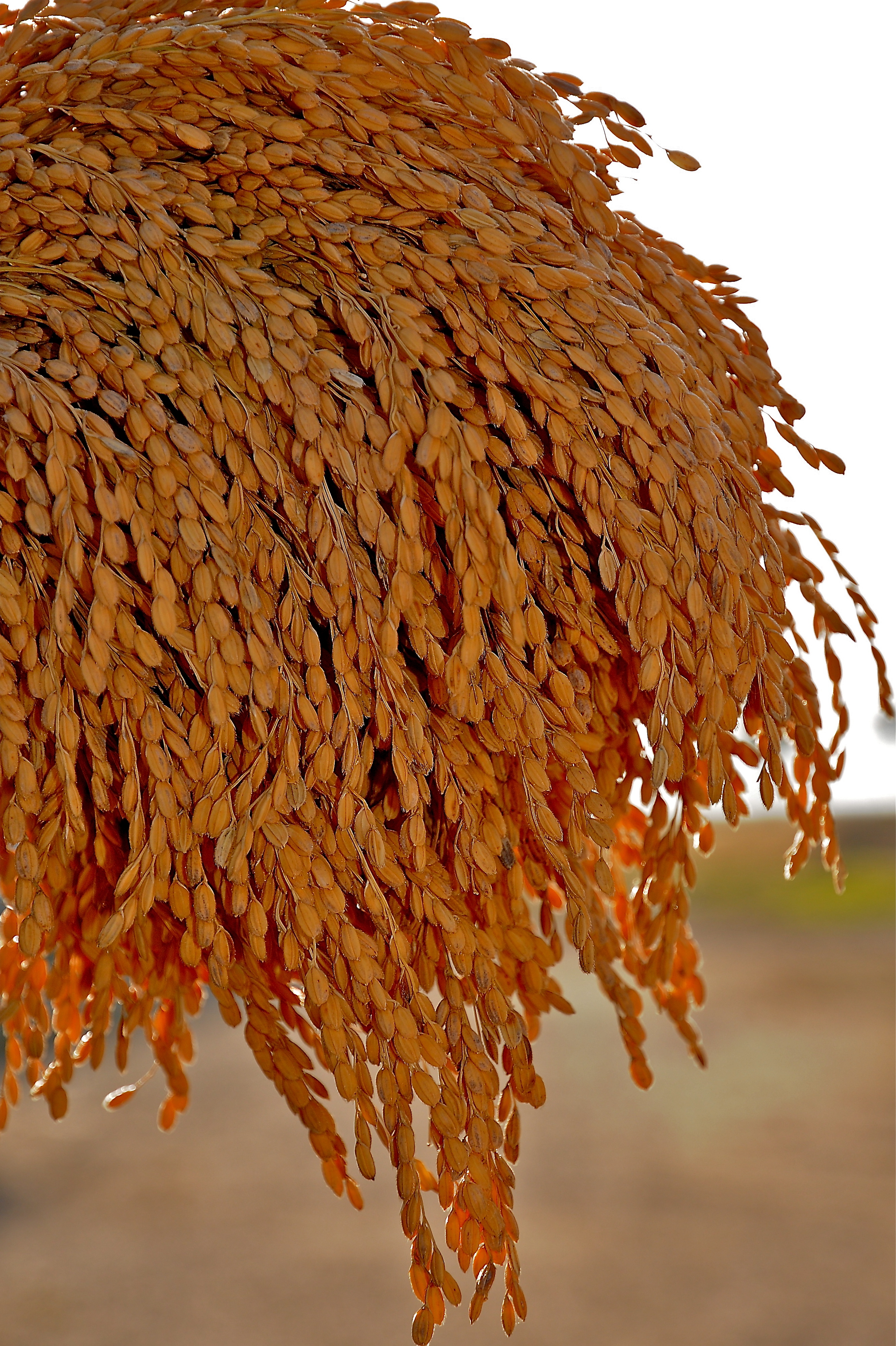
Panicules de riz 'Maratelli'.

Le riz Maratelli est une variété italienne (un cultivar) du riz (Oryza sativa), sous-espèce japonica.
La variété est née après qu'un riziculteur de la province de Verceil, Mario Maratelli, a repéré en août 1914, dans son champ, un plant de riz aux caractéristiques particulières, plus précoce et avec des panicules plus longues que les autres plants de la rizière, et dont il récolta les graines séparément.

## Caractéristiques
Le Maratelli est une variété de riz formée en 1914 à Asigliano Vercellese grâce à Mario Maratelli. Cette variété de riz est un cultivar dérivé à l'origine pour une hybridation naturelle, appartenant au groupe Japonica. Le riz Maratelli est inclus dans les variétés à cycle précoce ; de par sa taille moyenne, il appartient au groupe des riz à grains semi-fins. La plante atteint en moyenne une hauteur de 96-118 cm. Le limbe des feuilles est une pendule tandis que l'épi de maïs est de longueur moyenne et dispose d'un péricarpe. Les grains blancs sont arrondis, moyens, riches en amidon, et donc très faciles à digérer. Les noyaux ont une longueur de 5,6 cm et une largeur de 3,1 cm. La durée de croissance du Maratelli est 145 à 160 jours, et débute pendant la première moitié du mois d'août.

## Histoire
En 1923, Mario Maratelli a remporté, pour la culture du riz du même nom, la Médaille d'Or au concours national de semences de riz de sélection de la station expérimentale de Verceil la culture du riz[réf. nécessaire]. En 1930, il a obtenu le Diplôme du Mérite et un prix en argent de £ 2000 de la présidente de l'Agriculture provinciale et en 1933 a reçu le diplôme de l'Ordre de Troisième classe du Mérite ainsi que le Bronze Star du Mérite par le Roi Vittorio Emanuele III[réf. nécessaire]. En 1952 lui était décerné le titre de Chevalier de l'Ordre du Mérite de la République italienne[réf. nécessaire].
En 1937, le riz Maratelli a assuré 6 % de la production nationale et a obtenu la deuxième place des variétés les plus courantes, conservant cette position jusqu'en 1949[réf. nécessaire]. 
Cela est resté vrai jusqu'aux années 1970, où, sur une superficie de 178 779 hectares nationales plantés avec du riz, la variété Maratelli a été cultivée sur 13 195 hectares (données Ente Nazionale Risi). Après les années 1970, la culture de la variété Maratelli a diminué de façon drastique, laissant le leadership et l'espace à d'autres variétés. La plupart des Maratelli, se prêtent à des techniques de culture non traditionnelles. En 1982, les héritiers Maratelli ont effacé la variété dans le Registre national des variétés.
En 2000, les héritiers de l'inventeur Mario Maratelli ont accordé l'utilisation du nom prestigieux. Le riz est l'un des riz Maratelli qui ont fait l'histoire de l'italien riziculture et est donc l'une des plus anciennes variétés cultivées dans la vallée du Pô. Idéal pour le risotto, parfait pour les soupes, soupe de riz et le célèbre Panissa. 
A été formée en 2012 par les héritiers du cavaliere Mario Maratelli une association culturelle appelée riz Maratelli 1914 Asigliano basée à Verceil. Avec Décret Ministériel de 05/04/2014 la variété de riz Maratelli quel original (1914) a été incluse dans le registre de la variété historique. La variété locale de riz appelé Maratelli, le plus ancien d'Italie, parmi les variétés qui ont eu un grand succès commercial (Balilla 1924 Rome 1931 Vialone Nano 1937) pourrait bien revenir à être vendu sous son nom.